# Tuakau
Tuakau is een bestuurslaag in het regentschap Kupang van de provincie Oost-Nusa Tenggara, Indonesië. Tuakau telt 1903 inwoners (volkstelling 2010).